# Up! Tour
A Up! Tour, foi uma turnê realizada pela cantora canadense Shania Twain, que teve início no dia 22 de setembro de 2003 e foi até julho de 2004. A Turnê se tornou mais lucrativa de 2004 arrecadando mais de 100 milhões de dólares, com um total de 113 shows em 13 países.

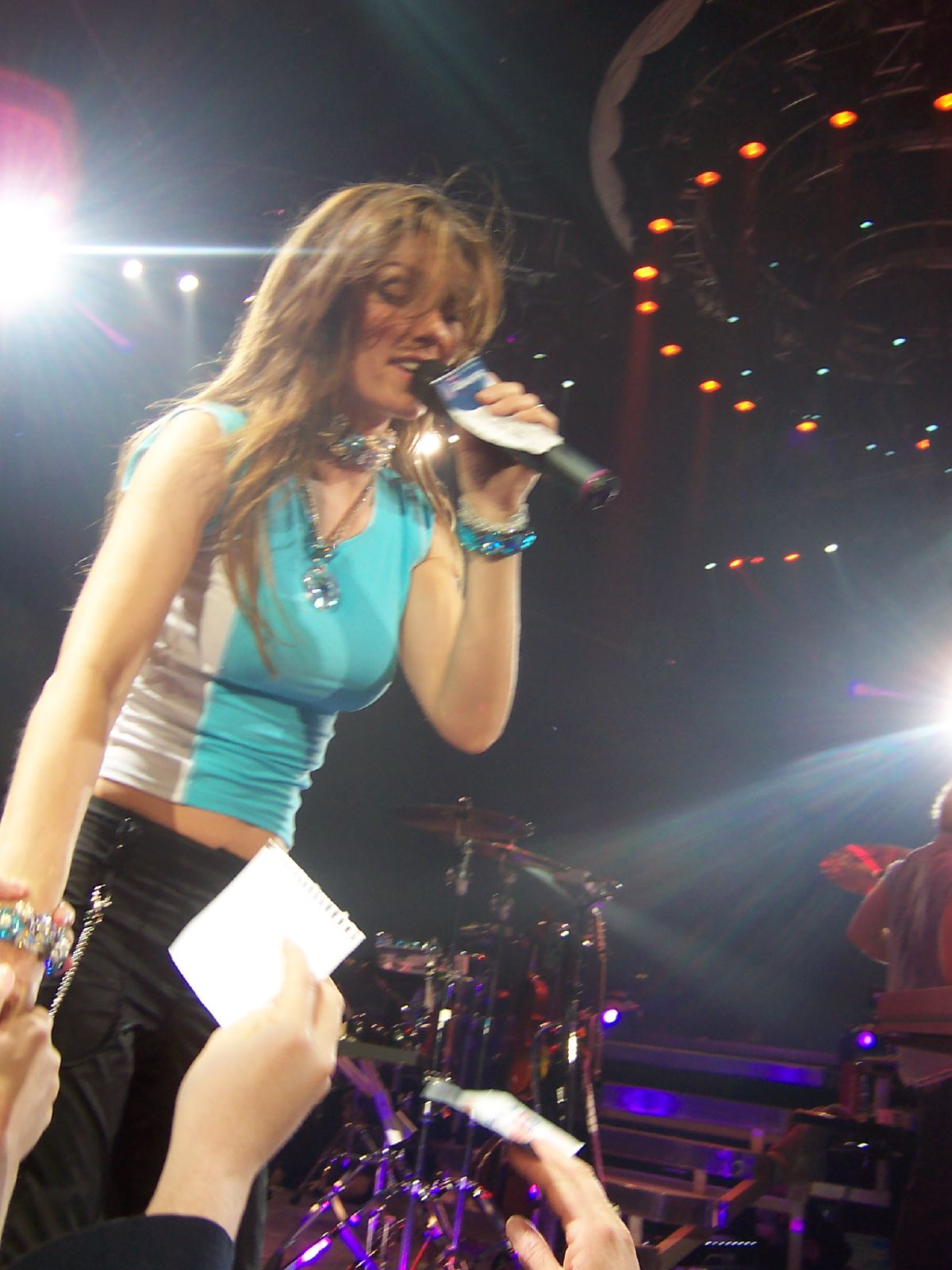
Shania Twain: Up! Tour

## Set list
América do Norte
1. "I’m Gonna Getcha Good"
2. "You Win My Love"
3. "Don’t Be Stupid (You Know I Love You)"
4. "Up!"
5. "Ain’t No Quitter"
6. "No One Needs to Know"
7. "Whose Bed Have Your Boots Been Under"
8. "Any Man of Mine"
9. "That Don’t Impress Me Much"
10. "Honey, I’m Home"
11. "(If You’re Not In It For Love) I’m Outta Here"
12. "Carrie Anne (Hollies cover with RyanDan)"
13. "Come On Over"
14. "Rock This Country!"
15. "Today Is Your Day"
16. "You’re Still the One"
17. "From This Moment On"

1. "Man! I Feel Like a Woman!"

## Produção
- Criador: Shania Twain
- Direção: Raj Kapoor
- Produção: Michael Cotten
- Customização: Marc Bouwer
- Designer: Peter Morse

## Gravações
Antes da turnê começar, Shania fez uma série de concertos gratuitos nos Estados Unidos e no Reino unido, O DVD oficial para a Up! Tour foi filmado em 23 de Julho de 2003 no Grand Park em Chicago com um público de mais de 50.000 pessoas, foi transmitido na NBC e CBC em Agosto de 2003 (tornado-se o segundo concerto mais assistido na televisão por mais de 8,87 milhões de telespectadores atrás apenas de Celine Dion's A New Day Live in Las Vegas) e lançado em DVD em Novembro de 2003, recebendo o título de Up! Live in Chicago foi certificado Platina nos Estados Unidos com mais de 500 mil cópias e também como Platina na Austrália e Ouro no Brasil.

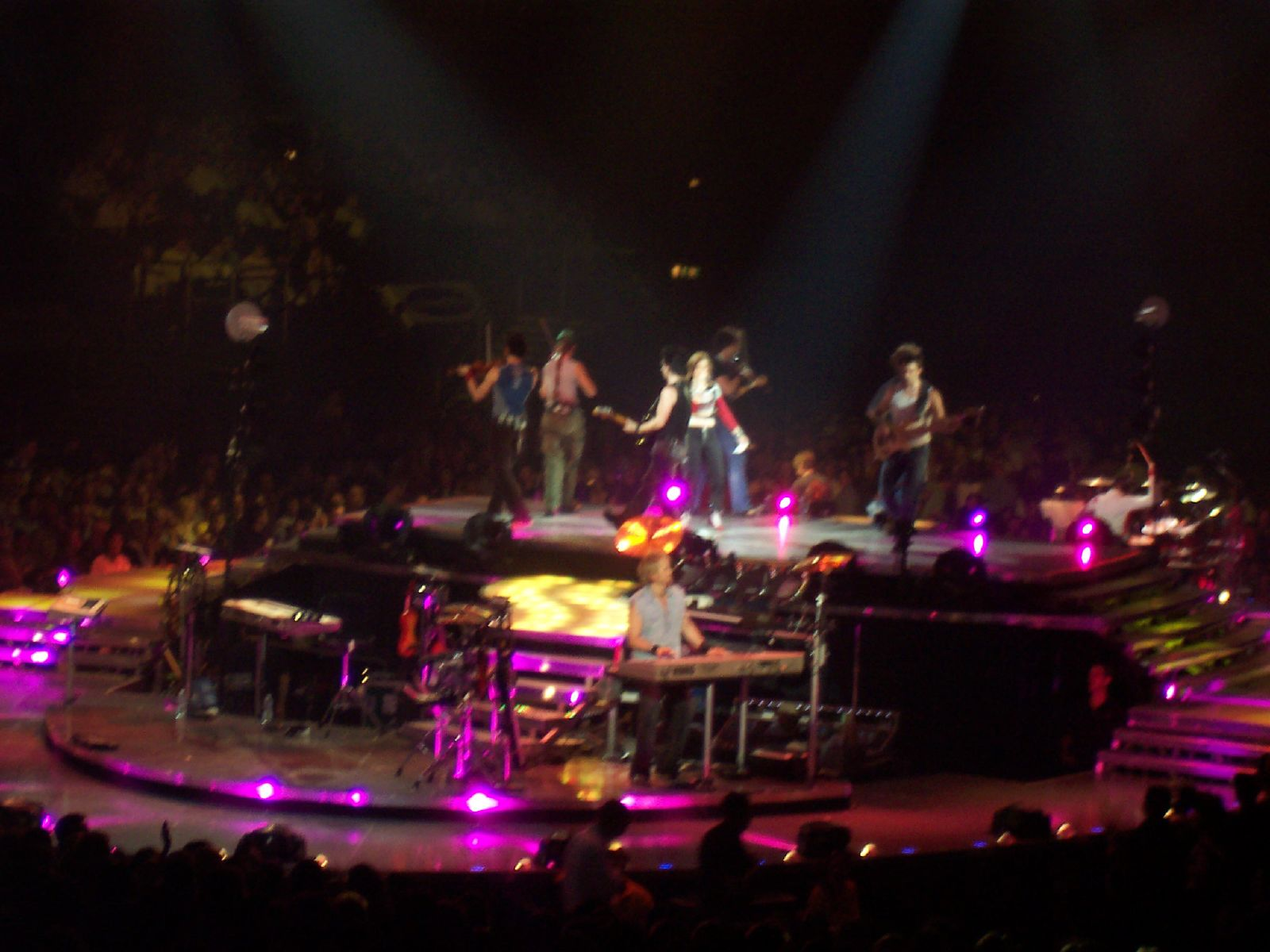
Shania Twain: Up! Tour